# Sekundærrute 579
Sekundærrute 579 er en rutenummereret landevej i Nordjylland.
Ruten går fra primærrute 26 nord for Højslev Stationsby mod nordøst kaldet Hobrovej over Virksunddæmningen med navnskifte til Skivevej og slutter ved Europavej E45 vest for Hobro.